# Pranjci
Pranjci (cyr. Прањци) – wieś w Serbii, w okręgu zlatiborskim, w gminie Prijepolje. W 2011 roku liczyła 326 mieszkańców.